# Copa da Escócia de 1887–88
A Copa da Escócia de 1887-88 foi a 15º edição do torneio mais antigo do futebol da Escócia. O campeão foi o Renton F.C., que conquistou seu 2º título na história da competição ao vencer a final contra o Cambuslang F.C., pelo placar de 6 a 1.

## Premiação
| Copa da Escócia de 1887-88      |
| Escócia                         |
| ------------------------------- |
| Renton F.C. Campeão (2º título) |